# Alice Scherrer-Baumann
Alice Scherrer-Baumann (Lutzenberg, 1947) is een Zwitsers politica.

## Biografie
Alice Scherrer-Baumann is lid van de Vrijzinnig Democratische Partij van Appenzell Ausserrhoden, de kantonnale afdeling van de Vrijzinnig-Democratische Partij). Van 1987 tot 1994 was ze wethouder en van 1993 tot 1994 was ze lid van de Kantonsraad van Appenzell Ausserrhoden. Vervolgens was ze van 1994 tot 2006 lid van de Regeringsraad van Appenzell Ausserrhoden en beheerde ze het departement van Volksgezondheid. Van 1 juni 2003 tot 31 mei 2006 was ze landammann van Appenzell Ausserrhoden.
Alice Scherrer is getrouwd met Erich Scherrer en heeft een zoon en een dochter.